# خلود أبيض
خَلّود أبيض من جنس الخلود في فصيلة المخلدات. يعلو حتى ٢٠ سم. أزهاره صغيرة القد البتلات بيض النسيج خضر العروق.